# Mayte Rodríguez
Mayte Rodríguez (Santiago, 25 de enero de 1989) es una actriz y modelo publicitaria chilena.

## Televisión
Su debut en televisión fue a la edad de 12 años, como parte del reparto de adolescentes del programa musical Música libre de Canal 13. Posteriormente, obtuvo un pequeño acercamiento en la actuación con un breve rol en la serie BKN en 2004.

## Vida personal
Su padre es Óscar Rodríguez Gingins, director de telenovelas, y su madre es Carolina Arregui, actriz de telenovelas. Tras la separación de sus padres, residió entre Maitencillo y El Arrayán.  
Entre 2011 y 2016 tuvo una relación sentimental con el actor chileno Tiago Correa. Posteriormente mantuvo una relación con el futbolista chileno Alexis Sánchez finalizada en 2018.
Desde febrero de 2019 hasta mediados de 2020 tuvo una relación con el actor mexicano Diego Boneta.
El 10 de enero de 2022 nació su primer hijo, Galo, producto de una relación con el empresario gastronómico Camilo Figueroa.

## Filmografía

### Telenovelas
- Feroz (2010)
- Infiltradas (2011)
- La sexóloga (2012)
- Socias (2013)
- Caleta del sol (2014)
- Dime quién fue (2017)

### Series
- BKN (2004)
- Un diablo con ángel (2016)
- Coppola, el representante (2024)

### Películas
- Distancia (2015)
- Reverso (2015, cortometraje)
- Malas costumbres (2016)
- American Huaso (2018)
- La novia de Azapa (2018)
- La forma del miedo (2021)

### Documental
- Chile salvaje y extremo (2017) - presentadora

## Publicidad
- Falabella (2011)
- Fitness (2014)
- Peugeot (2016-2018)
- París (2018-presente)
- Pamela Grant (2018)